# (3752) Camillo
(3752) Camillo (1985 PA) – planetoida z grupy Apollo okrążająca Słońce w ciągu 1,68 lat w średniej odległości 1,41 j.a. Odkryły ją Eleanor Helin i Maria Barucci 15 sierpnia 1985 roku.